# Jia Zhanbo
Jia Zhanbo, född 15 mars 1974 i Xinxiang, är en kinesisk sportskytt.
Han blev olympisk guldmedaljör i gevär vid sommarspelen 2004 i Aten.